# BBC-Europe-Klasse
Die BBC-Europe-Klasse ist eine neun Mehrzweck-Schwergutfrachter umfassende, zwischen 2003 und 2009 entstandene Schiffsklasse. Das Typschiff war 2004 die BBC Europe, als letztes folgte 2009 die BBC Austria. Die Schiffe gehören zur Reederei Briese in Leer und sind langfristig an die Tochterfirma BBC Chartering verchartert.

## Technische Daten
Die Schiffe sind baugleich. Sie haben eine Tragfähigkeit von circa 7.700 dwt. Die Schiffe sind mit zwei leistungsstarken Kranen von je 250 t SWL (SafeWorkingLoad), (deutsch: sicheres Hebegewicht) von NMF ausgestattet und leisten im Tandembetrieb eine Traglast von 500 t. Außerdem kann die 1.986 m² große Ladefläche mit bis zu 20 t/m² belastet werden. Der Laderaum der Schiffe ist 11.021 m³ groß. Die Schiffe haben ein Zwischendeck.
Durch den 6.300 kW leistenden Schiffsdiesel von MaK liegt die maximale Geschwindigkeit dieses Schiffstyps bei etwa 16,5 kn. Außerdem können 600 TEU, davon 60 Kühlcontainer, geladen werden. der Verbrauch liegt bei circa 25 t HFO pro Tag auf See. Klassifiziert wurden die Schiffe vom Germanischen Lloyd.
Die Schiffe sind mit Stabilitätspontons ausgestattet, um für Schwergutübernahme die nötige Stabilität zu gewährleisten.

## Einsatzgebiet
Die Schiffe sind im weltweiten Dienst tätig. Einige Schiffe sind bei BBC Chartering in einem Liniendienst beschäftigt, einige in der Trampfahrt, die sich durch wechselnde Routen auszeichnet.

## Die Schiffe
| Schiffsname     | Bauwerft / Baunummer                   | IMO-Nummer | Indienststellung | Auftraggeber                                     | Spätere Namen und Verbleib                                                |
| --------------- | -------------------------------------- | ---------- | ---------------- | ------------------------------------------------ | ------------------------------------------------------------------------- |
| BBC Europe      | Tianjin Xingang Shipbuilding / SB325   | 9266308    | 2003             | Fehn Schiffahrts GmbH & Co. KG MS „Fehn Corsar“  | 2023: Span Asia 37                                                        |
| BBC Germany     | Tianjin Xingang Shipbuilding / SB327   | 9297096    | 2003             | Briese Schiffahrts GmbH & Co. KG MS „Westerhörn“ | 2006: Leda, 2008: BBC Germany, 2021: Jian Yang Hua Qing, 2024: Ocean Mary |
| BBC Asia        | Tianjin Xingang Shipbuilding / SB326   | 9266310    | 2003             | Briese Schiffahrts GmbH & Co. KG MS „Embse“      | 2024: Asian Victory                                                       |
| BBC Australia   | Tianjin Xingang Shipbuilding / SB353   | 9331593    | 2005             | Briese Schiffahrts GmbH & Co. KG MS „Hooksiel“   | 2010: BBC Houston, 2014: Houston, 2019: Fazah, 2020: Fazah-1              |
| Eider           | Tianjin Xingang Shipbuilding / SB354   | 9362621    | 2005             | Briese Schiffahrts GmbH & Co. KG MS „Eider“      | 2006: BBC Africa                                                          |
| Rysum           | Tianjin Xingang Shipbuilding / SB356   | 9362633    | 2007             | Briese Schiffahrts GmbH & Co. KG MS „Keitum“     | 2007: BBC Scandinavia, 2015: P. Fenix, 2016: BBC Scandinavia              |
| BBC Greenland   | Tianjin Xingang Shipbuilding / SB356-2 | 9427079    | 2007             | Briese Schiffahrts GmbH & Co. KG MS „Föhr“       | -                                                                         |
| BBC Switzerland | Tianjin Xingang Shipbuilding / SB338-1 | 9433315    | 2008             | Briese Schiffahrts GmbH & Co. KG MS „Ostermoor“  | -                                                                         |
| BBC Austria     | Tianjin Xingang Shipbuilding / SB338-2 | 9433327    | 2009             | Briese Schiffahrts GmbH & Co. KG MS „Westermoor“ | -                                                                         |

Die Schiffe fuhren bei BBC überwiegend unter der Flagge von Antigua & Barbuda, die BBC Switzerland führte bis September 2023 die deutsche Flagge.